# Craterocapsa alfredica
Craterocapsa alfredica är en klockväxtart som beskrevs av Hong De-Yuan. Craterocapsa alfredica ingår i släktet Craterocapsa, och familjen klockväxter.
Artens utbredningsområde är KwaZulu-Natal. Inga underarter finns listade i Catalogue of Life.